# 芦洲乡
芦洲乡，是中华人民共和国江西省宜春市上高县下辖的一个乡镇级行政单位。

## 行政区划
芦洲乡下辖以下地区：
江口村、新桥村、中腰村、黄山村、大垣村、田溪村、郭溪村、儒里村、章江村、陈家村和田背村。